# Teresin (wieś w województwie wielkopolskim)
Teresin (niem. Theresia) – wieś w Polsce położona w województwie wielkopolskim, w powiecie czarnkowsko-trzcianeckim, w gminie Trzcianka.
Wieś, otoczona lasami, polami oraz rzeczkami, jest położona około 4 km na południowy wschód od Trzcianki, 2 km od drogi wojewódzkiej nr 178.

## Historia
Według legendy pewien hrabia miał trzy córki: Radolinę, Szarlottę i Teresę. Gdy wszystkie dorosły, otrzymały od ojca po majątku. Radolinie przypadła ziemia nadnotecka, na której powstał Radolin. Szarlotta stała się właścicielką terenów nad jeziorem Moczytko, gdzie znajduje się Osiniec. Z kolei Teresa dostała ziemię, na której powstał Teresin.
W 1772 roku wieś przypadła Prusom. W latach 1807–1815 należała do Księstwa Warszawskiego, a od 1815 do 1945 znów do Królestwa Prus. Po przesiedleniu ludności niemieckiej, zamieszkana przez Polaków z województwa poznańskiego, Kresów oraz przez Łemków.
W latach 1975–1998 miejscowość położona była w województwie pilskim.
W Teresinie nie ma zabytków, lecz do obiektów historycznych można zaliczyć:
- dwustuletni szachulcowy dom
- dzwonnicę z 1927 r.

Dzwonnica dawniej ostrzegała przed kataklizmami, a po I wojnie światowej stała się obiektem upamiętniającym poległych niemieckich żołnierzy. Poległych w wojnie 1914-1918 żołnierzy niemieckich i polskich z tych terenów upamiętnia również głaz znajdujący się 200 metrów za wsią. W pobliżu głazu rosną stare dęby.

## Turystyka i rekreacja
Przez Teresin przebiegają szlaki turystyczne:
- rowerowy – część Transwielkopolskiej Trasy Rowerowej
- pieszy – szlak zielony, Trzcianka – Teresin – Radolin – Kuźnica Czarnkowska